# Andreas Kōnstantinou (1956)
Andreas Kōnstantinou (in greco: Ανδρέας Κωνσταντίνου; 24 febbraio 1956) è un ex calciatore cipriota, di ruolo portiere.

## Carriera
Ha giocato 27 partite per la nazionale cipriota dal 1973 e il 1985.